# Tanta agua
Tanta agua es una película uruguaya de 2013, coproducida con México y Países Bajos, y estrenada el 11 de febrero de ese año en la sección «Panorama» del Festival Internacional de Cine de Berlín. Dirigida por Leticia Jorge y Ana Guevara, el drama está protagonizado por Néstor Guzzini, Malú Chouza y Joaquín Castiglioni.

## Sinopsis
Lucía tiene 14 años. Sus papás están divorciados. Ella y su hermano viven con su madre. Alberto, su padre, es quiropráctico y ve a sus hijos en pocas ocasiones. Ha alquilado una cabaña en las Termas del Arapey (Salto, Uruguay); las vacaciones van a ser cortas y el cielo amenaza con llover. Cuando llegan, el panorama es desalentador. Alberto intenta distraerlos para arreglar el fracaso en que se ha convertido esta excursión familiar, pero cuanto más lo intenta, menos lo consigue.

## Protagonistas
- Néstor Guzzini (Alberto)
- Malú Chouza (Lucía, hija de Alberto)
- Joaquín Castiglioni (Federico, hijo de Alberto)
- Valentino Muffolini (Miguel Ángel, mejor amigo de Federico)

## Premios

### Obtenciones
- Festival Internacional de Cine de Cartagena (2013): premio fipresci[3] a la mejor película.[4]

### Otras nominaciones
- Festival Internacional del Nuevo Cine Latinoamericano de La Habana (2013): sección oficial óperas primas a concurso.[1]